# Israel Joshua Trunk
Israel Elijah Joshua Trunk (1821-1893) foi um rabino e importante posek polonês do final do século XIX. Ele às vezes é chamado pelo título de sua coleção de responsa, denominada Yeshuot Malko.

## Biografia
Ele nasceu em 1821 e recebeu o nome de três grandes rabinos: Baal Shem Tov, Vilna Gaon e Pnei Yehoshua. No entanto, ele assinava apenas "Israel Joshua", já que as letras de "Elijah" também aparecem nos outros dois nomes (ישר אל יהו שע).
Ele recebeu sua educação inicial de seu pai até os 11 anos, quando ficou órfão. Casou-se com apenas 14 anos, com Friva, a filha órfã de Haim ben Rabbi Yehudah, rabino de Rawicz. Pelos seis anos seguintes, ele aprendeu a Torá com o apoio de sua sogra. Ele recebeu semichá do rabino Shraga Feivel Danzinger. A partir de 1840, serviu como rabino de Szreńsk, Gąbin, Warka e Pułtusk. Em 1861, tornou-se rabino em Kutno, onde serviu até a morte.

## Ensinamentos e atitudes
Ele ficou conhecido por seu amor pela Terra de Israel. Ele elogiou o livro Derishat Tzion de Zvi Hirsch Kalischer e em 1886, visitou a Terra de Israel com o objetivo de encorajar o Antigo Yishuv a iniciar o assentamento agrícola. Em 1889, durante a controvérsia da observância do ano sabático na agricultura (shemitá), que impunha o abandono da terra por um ano a cada seis anos de cultivo, ele foi um dos primeiros rabinos a aprovar formalmente a prática da heter mechira, que permitia aos judeus a venda temporária da terra para um não-judeu com a recompra após um ano, de forma a permitir aos judeus continuar trabalhando na mesma terra sem quebrar a lei judaica, como solução temporária para aliviar o sofrimento dos que emigraram para a Terra de Israel (então parte da Síria otomana) e passavam por pobreza extrema.
Ele se apôs à sugestão do rabino Radzyner de que seria a lula a fonte do pigmento azul claro mencionado na Torá usado para pintar as franjas da vestimenta judaica. Esse conhecimento da fonte do pigmento foi perdido na diáspora e muitas teorias foram formuladas, sendo atualmente considerado o molusco Hexaplex trunculus como a mais provável fonte.
Ele é autor de diversas obras:
- Responsa Yeshuot Malko
- Yeshuot Yisrael, em Hoshen Mishpat
- Yavin Daat - Hasdei Avot, em Yoreh Deah
- Ginzei Avot - uma coleção de responsa e outros manuscritos, publicada em 2006